# Muchomůrka drsná
Muchomůrka drsná (Amanita franchetii) je vzácný druh houby z čeledi muchomůrkovité (Amanitaceae). V Červeném seznamu hub České republiky je druh uveden jako ohrožený.

## Znaky
Klobouk je 4–12 cm široký, tvarem nejprve kulovitý se postupně rozevírá na polokulovitý, klenutý až ploše rozložený. Pokožka je suchá, lesklá, hladká, posetá kuželovitými, žlutavými bradavkami, u mladých plodnic nažloutlá, u dospělých žlutohnědá až okrově hnědá.
Lupeny jsou tenké, bílé až bleděžluté (směrem k okraji žloutnou), na klobouku hustě uspořádané, u třeně volné. Výtrusný prach je bílý.
Třeň dorůstá délky 5–15 cm, válcovitý, bílý až žlutavý, posetý žlutými šupinkami, se žlutě lemovaným, vločkatým, svrchu rýhovaným prstenem. Báze je kulovitá až cibulovitá.
Bílá až žlutavá dužnina má nepříjemnou chuť i vůni.

## Užití
Jedovatý druh.

## Ekologie
Od července do října roste tato muchomůrka v teplých, listnatých i jehličnatých lesích se zásaditým podložím. Ze stromů preferuje duby a buky.

## Rozšíření
Druh byl popsán v oblastech Severní Ameriky, Evropy, Blízkého východu a Japonska.

## Galerie

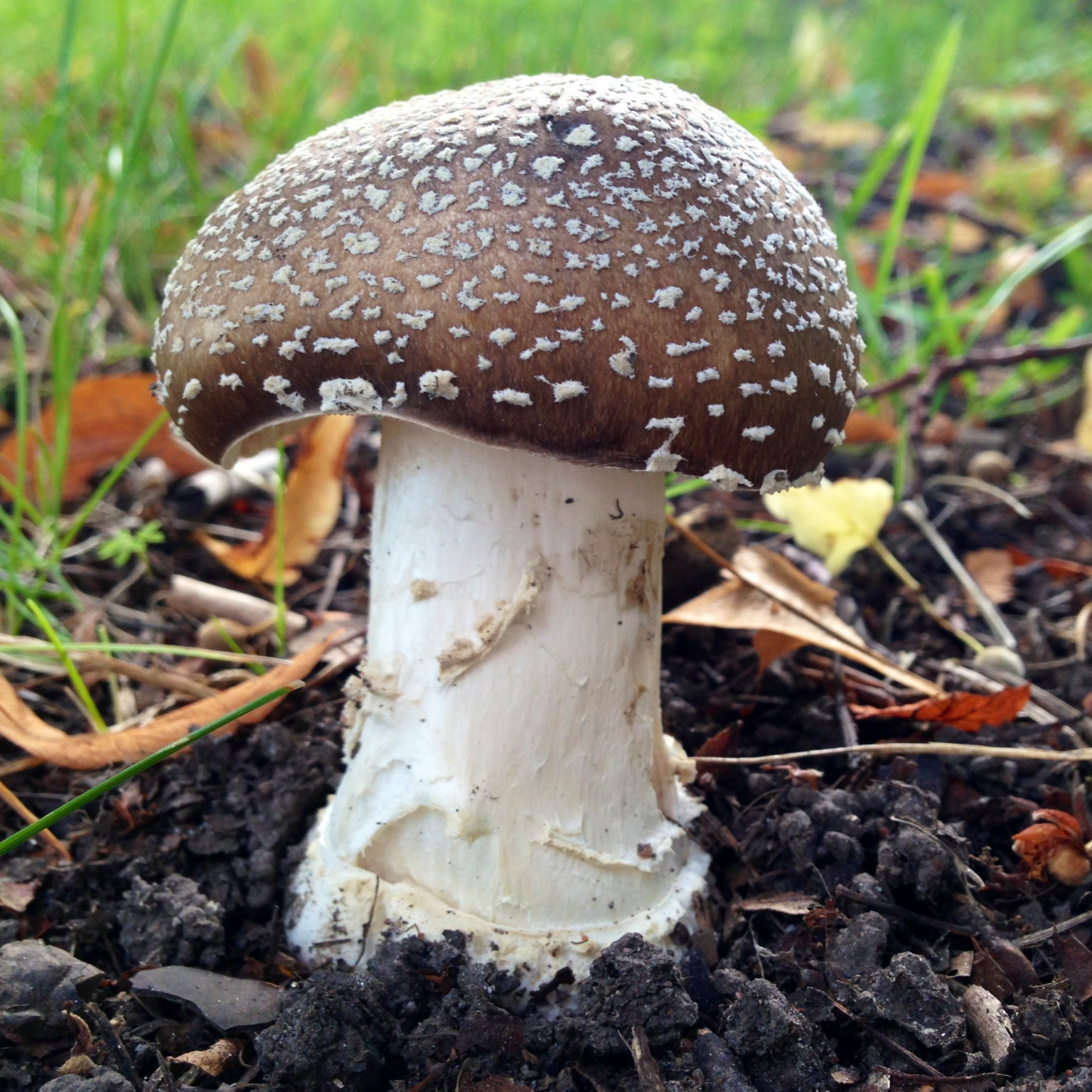
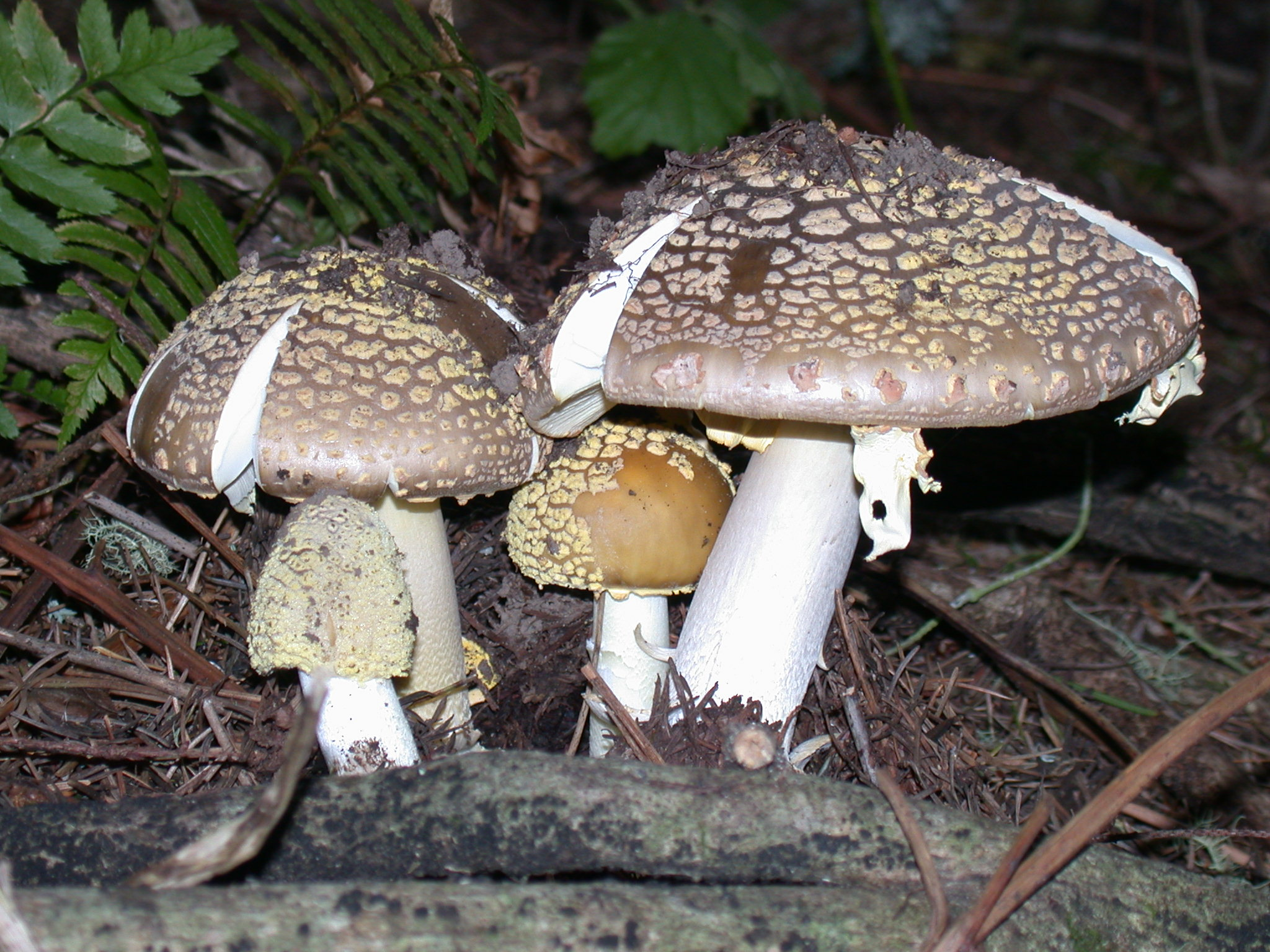
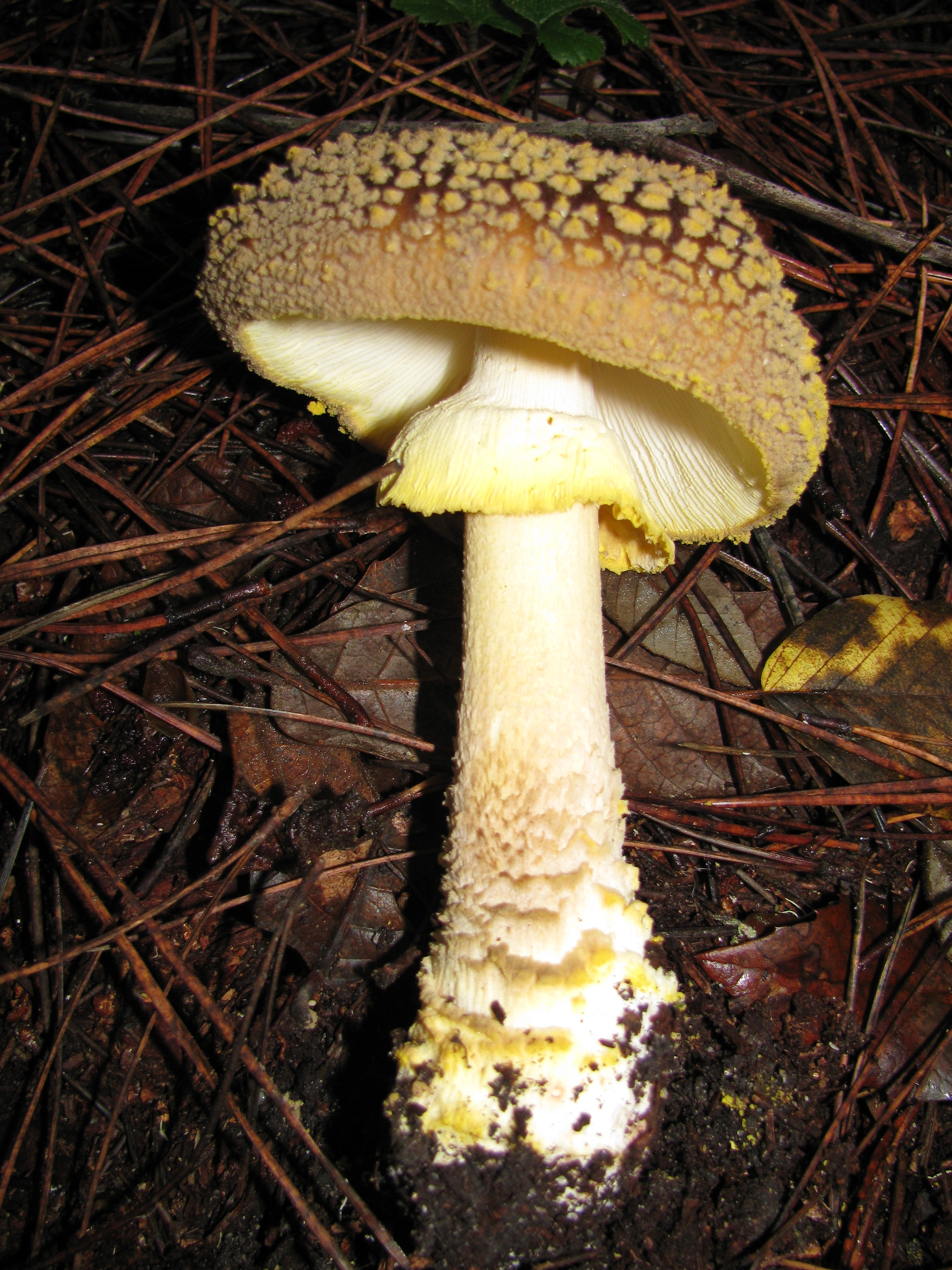
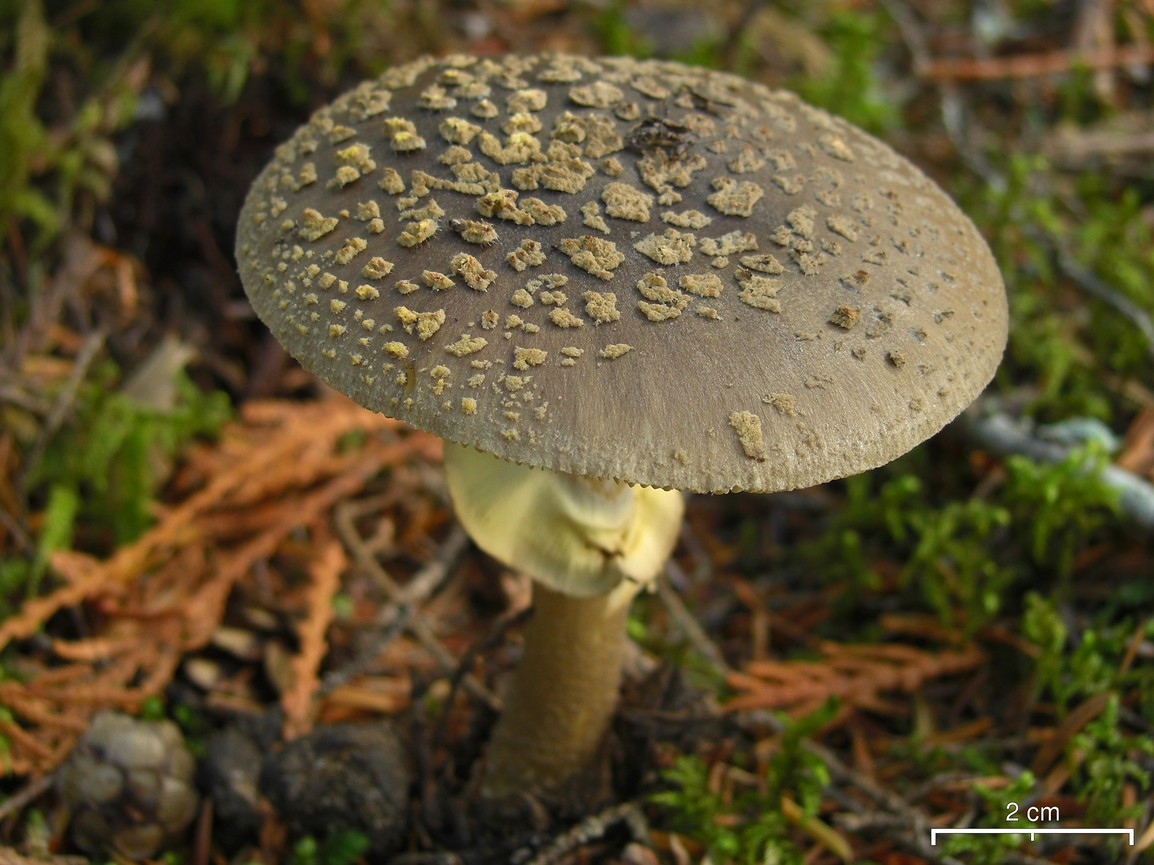
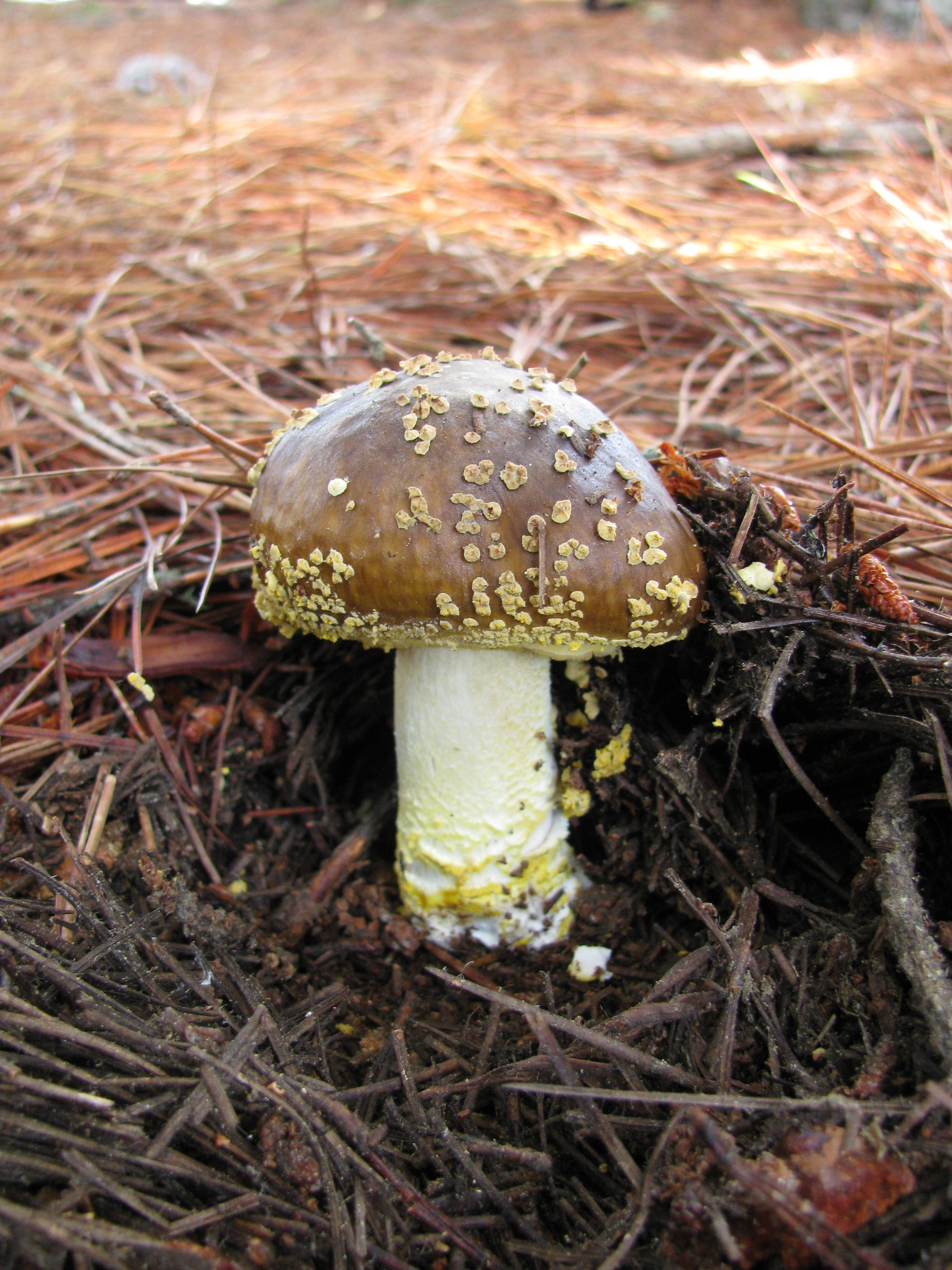

## Možnost záměny
- Muchomůrka růžovka (Amanita rubescens)
- Muchomůrka růžovka sírožlutá (Amanita rubescens var. annulosulphurea)

Dužnina muchomůrky drsné na rozdíl od výše zmíněných druhů po poranění nerůžoví.